# Oskar Ludwig Bernhard Wolff
Oskar Ludwig Bernhard Wolff, född den 26 juli 1799 av judiska föräldrar i Altona, död den 13 september 1851 i Jena, var en tysk skriftställare och bokförläggare.
Wolff idkade universitetsstudier och företog i ungdomen flera konstresor som poetisk improvisatör. Han väckte med sin talang uppmärksamhet hos skalden Goethe och erhöll genom honom anställning som gymnasielärare i Weimar 1826 samt befordrades 1830 till professor i moderna språk vid universitetet i Jena. Utom hjälpredor för språkundervisningen skrev Wolff flyktigt utförda romaner, noveller och teaterpjäser, lyriska Bilder und Lieder (1840) och under pseudonymen Plinius der Jüngste humoristiska skrifter. 
Hans omfattande beläsenhet skönjs inte minst i flera av honom redigerade antologier, bland vilka främst märks Poetischer Hausschatz des deutschen Volkes (1839) och Hausschatz der Volkspoesie (1847) samt dylika samlingar av engelsk, fransk, italiensk och antik poesi. Av värde var hans folkvissamlingar (1830, 1832 och 1836) och hans Allgemeine Geschichte des Romans (1841). Wolffs samlade skrifter utkom i 14 band 1841-1843.